# 子 (地支)
子是地支之一，通常當為地支的首位，但因地支循環使用，所以其前為亥、其後為。子月从大雪（西历12月7±1日）当日开始到小寒（西历1月6±1日）前一日为止，大致對應農曆十一月，子時為二十四小時制的23:00至01:00，在方向上指正北方。五行為水，陰陽學說裡子為陽。
子亦有增多之意，因此亦指植物種子萌芽的階段。在後世，人們為了便於記憶，因此將每一地支順序對應每一生肖，所以子與十二生肖的鼠搭配，在二十八宿的對應是虚宿（虚日鼠）。
因為子時是橫跨兩日之時辰，因此少部分占卜會問人，是早子時還是晚子時出生（早子時為某日00:00至01:00，晚子時為某日23:00至00:00）。

## 早子時（子正換日）和夜子時（子初換日）
華夏天文學家以子正初刻（00:00）為一日之開始，夜子初四刻（24:00）為一日之終結。
民間以「夜子初初刻」（23:00）作為一日之始，故在正月初八的23時祭天，作為玉皇誕。
術數界對子時換日有兩派不同說法，普遍存在於紫微斗數和子平八字，用電腦排命盤亦會出現如何決定日柱干支及時柱干支之問題。
通說「時辰不可分割」，目前術數家大多採用「子初換日」，即以「子初」（23時）作為一日之始，過了夜晚23時正，就計屬於新一日。
一說以官方曆法，「子正」（0時）為分界線，早子時（後半夜子時，子夜0點－1點）採用子夜後之日柱、晚子時（前半夜子時，23時－0時）採用子夜前之日柱，而時柱皆採用同一子時。此說在術數界亦有一定影響力，但八字命盤有一時柱對應兩日柱之問題。另有第三種怪異做法，同一日00:30分與23:30分出生者，雖然相隔了23小時，日柱、時柱卻完全相同。

## 含子的干支
- 甲子
- 丙子
- 戊子
- 庚子
- 壬子

## 子鼠年的所發生大事
- 1900年：八國聯軍（義和團運動）

- 1912年：清朝滅亡（中華民國臨時政府大總統成立）

- 1924年：江浙戰爭

- 1936年：西安事變

- 1948年：太原戰役

- 1960年：中國大饑荒

- 1972年：六一八水災（618香港雨災）

- 1984年：中越爆發老山戰役

- 1996年：麗江地震（雲南大地震）

- 2008年：汶川大地震（四川大地震）

- 2020年：新冠肺炎（新冠肺炎於武漢大爆發）